# Alpha Apodis
Désignations
Alpha Apodis (α Aps / α Apodis) est l'étoile la plus brillante de la constellation de l'Oiseau de paradis. Sa magnitude apparente est de 3,80. D'après la mesure de sa parallaxe par le satellite Hipparcos, elle est distante d'environ ∼ 447 a.l. (∼ 137 pc) de la Terre.
Alpha Apodis est une géante rouge de type spectral K3IIICN0,5, avec la notation « CN0,5 » indiquant que son spectre présente une surabondance légère en radical cyano (CN).